# Heath Ledger
Heath Ledger (s polnim imenom Heathcliff Andrew Ledger), avstralski filmski igralec, * 4. april 1979, Perth, Avstralija, † 22. januar 2008, New York, ZDA.
Najodmevnejše vloge je odigral v filmih Patriot, Gora Brokeback, Bal smrti … Za vlogo istospolno usmerjenega kavboja v filmu Gora Brokeback je prejel leta 2006 nominacijo za oskarja za najboljšega igralca.

## Življenje
Rodil se je kot drugi otrok materi, učiteljici francoščine in očetu, motošportniku in inženirju rudarstva. Heath in njegova starejša sestra Katherine sta dobila imeni po glavnih junakih v romanu britanske pisateljice Emily Brontë z naslovom Viharni vrh.
Heath je bil že v srednji šoli član šolskega dramskega kluba. S 17 leti je zapustil šolo ter zaradi boljših možnosti glede igralske kariere odšel v Sydney.Prvo stransko vlogo je dobil leta 1992 v filmu Clowning around. Kasneje je igral tudi v nadaljevankah Ship to Shore in Sweat. Po odhodu v Hollywood je odigral nekaj vlog v najstniških filmih, med drugim v 10 razlogov zakaj te sovražim. Med letoma 2000 in 2005 so sledile vloge v filmih Patriot, Bal smrti, Vitezova usoda, Skrivnost bratov Grimm …
Leta 2005 je odigral glavno vlogo v Casanovi, leta 2007 pa v biografiji Boba Dylana I'm Not There. Njegova zadnja vloga je bila v filmu Vitez teme (The Dark Knight), kjer je igral Jokerja.
22. januarja 2008 so igralca našli mrtvega v svojem stanovanju v New Yorku. Vitez teme je bil premierno prikazan po njegovi smrti; za to vlogo je na 66. podelitvi zlatih globusov leta 2009 posthumno prejel zlati globus in oskarja.